# Dead & Alive
Dead & Alive es el primer álbum en directo de la banda estadounidense de metalcore, The Devil Wears Prada, que se lanzó el 26 de junio de 2012 a través del sello discográfico Ferret Music. El álbum fue grabado en Worcester, Massachusetts en la gira estadounidense Dead Throne. Este es el último álbum que presenta al teclista James Baney, antes de que dejara la banda el 22 de febrero de 2012. 
El álbum contiene un DVD con el show en vivo y también un álbum en CD, que contiene canciones de sus álbumes anteriores, incluido el último álbum. Trono Muerto. Para promocionar el álbum, la banda lanzó un video de "Vengeance" que fue grabado en vivo durante la gira.

## Lista de canciones
Todas las letras escritas por Mike Hranica (excepto donde se indique), toda la música compuesta por The Devil Wears Prada. 
| CD  |                                     |                                     |          |  |
| N.º | Título                              | Álbum                               | Duración |  |
| 1.  | «Dead Throne»                       | Dead Throne                         | 3:20     |  |
| 2.  | «Untidaled»                         | Dead Throne                         | 2:57     |  |
| 3.  | «Escape»                            | Zombie EP                           | 4:28     |  |
| 4.  | «Sassafras»                         | With Roots Above and Branches Below | 3:13     |  |
| 5.  | «Born to Lose»                      | Dead Throne                         | 3:36     |  |
| 6.  | «Mammoth»                           | Dead Throne                         | 3:19     |  |
| 7.  | «Kansas» (Instrumental)             | Dead Throne                         | 3:41     |  |
| 8.  | «Hey John, What's Your Name Again?» | Plagues                             | 3:28     |  |
| 9.  | «Vengeance»                         | Dead Throne                         | 2:51     |  |
| 10. | «Outnumbered»                       | Zombie EP                           | 4:25     |  |
| 11. | «Assistant to the Regional Manager» | With Roots Above and Branches Below | 4:47     |  |
| 12. | «Dez Moines»                        | With Roots Above and Branches Below | 4:09     |  |
| 13. | «Dogs Can Grow Beards All Over»     | Dear Love: A Beautiful Discord      | 4:24     |  |
| 14. | «Chicago»                           | Dead Throne                         | 3:10     |  |
| 15. | «Constance»                         | Dead Throne                         | 3:15     |  |
| 16. | «Danger: Wildman»                   | With Roots Above and Branches Below | 4:36     |  |

| DVD |                                                                            |          |  |
| N.º | Título                                                                     | Duración |  |
| 1.  | «Dead & Alive Live from Worcester, Massachusetts» (de Dead Throne US Tour) | 1:12:32  |  |